# لیتل الم (تگزاس)
لیتل الم، تگزاس(به انگلیسی: Little Elm, Texas) شهری در ایالت تگزاس از ایالات جنوبی ایالات متحده آمریکا است. در سرشماری سال ۲۰۰۰، جمعیت این شهر ۳۶۴۶ نفر اعلام شد.